# 六苏木镇
六苏木镇，是中华人民共和国内蒙古自治区乌兰察布市凉城县下辖的一个乡镇级行政单位。

## 行政区划
六苏木镇下辖以下地区：
南房子村、毫欠村、马莲滩村、大圪塄村、和胜庄村、六苏木村、八苏木村、四道咀村、泉子沟村、刘家夭村、五犋夭村、厂圪洞村、九犋牛沟村、红旗马场村、贺洲湾村、双古城村、小夭沟村、官牛犋村、将军梁村、三道沟村、拉贵沟村和庙卜子村。